# The Great Escape (álbum)
The Great Escape es el cuarto álbum de estudio de la banda británica de britpop Blur. Fue lanzado el 11 de septiembre de 1995 por Food y Virgin Records. El álbum alcanzó el número uno en la Lista de álbumes del Reino Unido y se ubicó en el top 10 en más de diez países de todo el mundo. Menos de un año después del lanzamiento del álbum, fue certificado triple platino en el Reino Unido. El álbum recibió una aclamación casi universal en su lanzamiento. 
El álbum continuó la racha de sencillos de éxito de la banda, con «Country House», «The Universal», «Stereotypes» y «Charmless Man» todos alcanzando el top 10 del UK Singles Chart. «Country House» fue el primer éxito número uno de Blur en el Reino Unido, superando al sencillo de Oasis «Roll With It», en una rivalidad en las listas de éxitos denominada «La batalla del britpop».
The Great Escape a menudo se considera el último álbum del trío de álbumes britpop lanzados por Blur a mediados de la década de 1990, después de Modern Life Is Rubbish (1993) y Parklife (1994). Con el álbum homónimo de 1997, la banda cambiaría de dirección y se alejaría del britpop en favor de un sonido más lo-fi con rock alternativo.

## Origen y grabación

### Concepto
En junio de 1995, Alex James y Damon Albarn hablaron con la Radio 1 de la BBC sobre propuestas para el título del futuro álbum; «Tenemos hasta este miércoles, nos informa nuestra discográfica, para proponerlo», dijo Damon. «Hemos tratado de incluir "life" en él, pero nada resultó muy bueno: Wifelife, Darklife, Nextlife» agregó Alex.
El álbum tiene el estilo de un álbum conceptual, es decir, la mayoría de las canciones están vinculadas por un tema similar: la soledad y el desapego. Posteriormente, Albarn reveló que gran parte de The Great Escape trata sobre él mismo (por ejemplo, «Dan Abnormal» es un anagrama de «Damon Albarn»).

### Canciones
«Mr. Robinson's Quango» fue la primera canción que se grabó para el álbum, mientras que «It Could Be You» fue la última en mayo de 1995. El título de esta última fue extraído del eslogan de la National Lottery de Gran Bretaña, aunque la letra se refiere a apostar sólo en las formas más indirectas.
«Yuko & Hiro» originalmente se titulaba «Japanese Workers», mientras que «The Universal» fue un intento de ska durante las sesiones de Parklife. Durante la creación de The Great Escape la canción fue desenterrada por James, quien adjunta en su autobiografía Bit of a Blur que la banda casi se rendía en trabajar sobre esa canción hasta que Albarn sugirió la sección de cuerdas.
Una canción del álbum, «Ernold Same», presenta al entonces MP Ken Livingstone. Se le atribuye en las notas de la portada como «The Right-On» Ken Livingstone.
Como en los dos álbumes anteriores de Blur, las notas del trazador de líneas también contienen acordes de guitarra para cada una de las canciones junto con la letra. 

## Sencillos
El álbum generó cuatro sencillos de éxito para la banda con «Country House», «The Universal», «Stereotypes» y «Charmless Man». «Stereotypes» hizo su debut en un concierto secreto en el Dublin Castle en Londres y fue considerado como el sencillo principal del álbum, pero «Country House» obtuvo una reacción mayor de los fans. «Country House» le dio a la banda su primer sencillo número uno, superando a Oasis en el primer lugar. «The Universal» y «Charmless Man» llegaron al top 5, mientras que «Stereotypes» alcanzó el número 7. En Japón, «It Could Be You» fue lanzado como un sencillo de cuatro pistas, con lados B grabadas en vivo en el Budokan.

## Recepción y legado
The Great Escape fue recibido con elogios generalizados de la crítica. David Cavanagh en Select lo llamó «un disco divertido, valiente y con el corazón roto» que «tiene todo lo que podrías desear», mientras que el reportero de NME Johnny Cigarettes escribió: «The Great Escape está tan repleto de melodías, ideas, emociones, humor, tragedia, farsa y una belleza vanguardista que no tiene comparación contemporánea». El crítico de Melody Maker Paul Lester otorgó al álbum un poco convencional 12/10 y lo consideró superior al célebre predecesor Parklife, al tiempo que señaló que «Blur entiende la geometría de la canción, y los principios básicos del pop, mejor que nadie en la actualidad». En respuesta a las afirmaciones del «álbum de la década» de Melody Maker, J. D. Considine de The Baltimore Sun dijo: «The Great Escape puede que no sea el trabajo definitorio de los 90, pero es el mejor lanzamiento de rock británico de este año». Menos entusiasmado estaba el periodista de Spin Chuck Eddy, quien sintió que el LP iba de «maravilloso» a «distante y emocionalmente rígido». The Great Escape fue nombrado como uno de los 10 mejores discos de 1995 en Melody Maker, NME, Q, Raw y Select. Los lectores de NME lo votaron como el tercer mejor álbum del año.
Sin embargo, el apoyo de la prensa musical pronto disminuyó y The Great Escape ganó muchos detractores. Se ha sugerido que el éxito comercial de la banda rival Oasis jugó un papel en esta revalorización; El escritor de BBC Music James McMahon recordó cómo la «euforia crítica» que rodeaba el álbum duró «tanto como les tomó a los editores darse cuenta de que Oasis probablemente les cambiaría más revistas». Q emitiría una disculpa por su revisión de cinco estrellas del registro, mientras que Graeme McMillan en Time comentó que carece de la «amplitud y el corazón» de Parklife, sintiéndose «cínico y sin inspiración en comparación». El reportero de Drowned in Sound Marc Burrows sintió que el LP había sido sobrevalorado y luego subestimado, escribiendo: «La realidad está en algún punto intermedio ... The Great Escape se revela como defectuoso, melancólico, ocasionalmente impresionante y absolutamente loco». Otros periodistas mantuvieron una postura favorable sin pedir disculpas: el editor de AllMusic Stephen Thomas Erlewine describió el álbum como «un disco vibrante y vigorizante» que «está lleno de inventos», mientras que Brian Doan de PopMatters lo apodó una «obra maestra» cuyo contenido examina los costos de «confiar en la estasis».
Damon Albarn ha expresado su disgusto por el álbum en entrevistas posteriores, describiéndolo como «desordenado» y uno de los dos «malos discos» que ha hecho en su carrera (el otro es el álbum debut Leisure).
Select nombró el récord como el 34° mejor de la década de 1990 mientras que Pitchfork lo puso en el puesto 70. Fue clasificado por BuzzFeed como el sexto mejor álbum de la era britpop. The Great Escape también se ubicó en el número 725 en la edición 2000 del libro, All Time Top 1000 Albums.

## Desempeño comercial
The Great Escape continuó el éxito comercial del álbum anterior Parklife. Si bien este último fue más un hit dormido, The Great Escape registró fuertes ventas en la primera semana de 188 000. En su primer año, el álbum vendió 68.000 copias en Estados Unidos A finales de 1996, el álbum había vendido aproximadamente 600 000 unidades en Europa continental. Según el director gerente de Food, Andy Ross, «vendió cómodamente a Parklife en todas partes excepto en el Reino Unido. La cifra total aumentó 400 000 y el resto provino principalmente de Europa y el sudeste asiático». Las ventas en Francia hasta finales de noviembre de 1996 fueron de 125.000 unidades, frente a las 69.000 de Parklife. En Italia, las ventas fueron de 83 000 frente a las 16 000 de Parklife.

## Lista de canciones
Letras por Damon Albarn.
Música por Damon Albarn, Graham Coxon, Alex James, Dave Rowntree.

| N.º | Título                              | Duración |  |
| 1.  | «Stereotypes»                       | 3:10     |  |
| 2.  | «Country House»                     | 3:57     |  |
| 3.  | «Best Days»                         | 4:49     |  |
| 4.  | «Charmless Man»                     | 3:34     |  |
| 5.  | «Fade Away»                         | 4:19     |  |
| 6.  | «Top Man»                           | 4:00     |  |
| 7.  | «The Universal»                     | 3:58     |  |
| 8.  | «Mr. Robinson's Quango»             | 4:02     |  |
| 9.  | «He Thought of Cars»                | 4:15     |  |
| 10. | «It Could Be You»                   | 3:14     |  |
| 11. | «Ernold Same» (con Ken Livingstone) | 2:07     |  |
| 12. | «Globe Alone»                       | 2:23     |  |
| 13. | «Dan Abnormal»                      | 3:24     |  |
| 14. | «Entertain Me»                      | 4:19     |  |
| 15. | «Yuko and Hiro»                     | 5:24     |  |

| Bonus tracks de la versión japonesa |                     |          |  |
| N.º                                 | Título              | Duración |  |
| 16.                                 | «Ultranol»          | 2:41     |  |
| 17.                                 | «No Monsters in Me» | 5:14     |  |

En las 4:21 en «Yuko and Hiro» hay un instrumental de un minuto de duración de «Ernold Same». Aunque oficialmente no tiene título, a veces se le llama erróneamente «A World of Change» porque estas palabras aparecen en un cuadro separado debajo de la lista de canciones en el folleto.
| Disco 2: Blur 21 2012 material bonus |                                                            |          |  |
| N.º                                  | Título                                                     | Duración |  |
| 1.                                   | «One Born Every Minute»                                    | 2:18     |  |
| 2.                                   | «To the End (La Comedie)» (con Françoise Hardy)            | 5:05     |  |
| 3.                                   | «Ultranol»                                                 | 2:43     |  |
| 4.                                   | «No Monsters in Me»                                        | 3:38     |  |
| 5.                                   | «Entertain Me» (Live It!) (Remix)                          | 7:17     |  |
| 6.                                   | «The Man Who Left Himself»                                 | 3:22     |  |
| 7.                                   | «Tame»                                                     | 4:47     |  |
| 8.                                   | «Ludwig»                                                   | 2:24     |  |
| 9.                                   | «The Horrors»                                              | 3:18     |  |
| 10.                                  | «A Song»                                                   | 1:45     |  |
| 11.                                  | «St. Louis»                                                | 3:13     |  |
| 12.                                  | «Country House» (Live at Mile End)                         | 4:57     |  |
| 13.                                  | «Girls & Boys» (Live at Mile End)                          | 5:03     |  |
| 14.                                  | «Parklife» (Live at Mile End)                              | 3:43     |  |
| 15.                                  | «For Tomorrow» (Live at Mile End)                          | 7:02     |  |
| 16.                                  | «Charmless Man» (Live at Budokan)                          | 3:22     |  |
| 17.                                  | «Chemical World» (Live at Budokan)                         | 4:12     |  |
| 18.                                  | «Eine kleine Lift Musik»                                   | 4:18     |  |
| 19.                                  | «It Could Be You (Live at the Beeb)» (Bonus track japonés) | 3:07     |  |

Notas de los bonus tracks
- Pistas 1-2, 12-15 del sencillo «Country House», agosto de 1995
- Pistas 3 a 5, 19 del sencillo «The Universal», noviembre de 1995
- Pistas 6 a 8 del sencillo «Stereotypes», febrero de 1996
- Pistas 9 a 11 del sencillo «Charmless Man», abril de 1996
- Pistas 16-17 del sencillo japonés «It Could Be You», mayo de 1996
- Pista 18 de la compilación de War Child Help, septiembre de 1995

## Personal
Blur
- Damon Albarn – voz, piano, teclados, órgano, sintetizadores, palmas
- Graham Coxon – guitarra eléctrica y acústica, banjo, saxofón, coros, palmas
- Alex James – bajo, palmas, coros en «Top Man»[44]
- Dave Rowntree – batería, percusión, palmas, coros en «Top Man»

Músicos adicionales
- Simon Clarke - saxofón
- Tim Sanders - saxofón
- J. Neil Sidwell - trombón
- Roddy Lorimer - trompeta
- Louise Fuller - violín
- Jennifer Berman - violín
- Richard Koster - violín
- John Metcalfe - viola
- Ivan McCermoy - violonchelo
- Ken Livingstone - narración en «Ernold Same»
- Theresa Davis - coros en «The Universal»
- Angela Murrell - coros en «The Universal»
- Cathy Gillat - coros en «Yuko and Hiro»
- Stephen Street - palmas

Personal técnico
- Jason Cox - gerente de estudio
- John Smith - ingeniería
- Julie Gardner - asistente de ingeniería
- Tom Girling - asistente de ingeniería
- Nels Israelson - fotografía
- Tom King - fotografía

## Posicionamiento en las listas
Listas semanales
| Lista (1995)                        | Posición más alta |
| ----------------------------------- | ----------------- |
| Australia (ARIA)                    | 10                |
| Austria (Ö3 Austria)                | 21                |
| Bélgica (Ultratop flamenca)         | 28                |
| Bélgica (Ultratop valona)           | 22                |
| Dinamarca (Hitlisten)               | 10                |
| Países Bajos (Album Top 100)        | 28                |
| Finlandia (Suomen Virallinen Lista) | 5                 |
| Francia (SNEP)                      | 14                |
| Alemania (Offizielle Top 100)       | 35                |
| Italia (FIMI)                       | 15                |
| Japón (Oricon)                      | 5                 |
| Nueva Zelanda (Recorded Music NZ)   | 7                 |
| Noruega (VG-lista)                  | 5                 |
| España (PROMUSICAE)                 | 8                 |
| Suecia (Sverigetopplistan)          | 2                 |
| Suiza (Schweizer Hitparade)         | 26                |
| Reino Unido (UK Albums Chart)       | 1                 |
| Estados Unidos (Billboard 200)      | 150               |